# Flora no es un canto a la vida
Flora no es un canto a la vida es una película documental de Argentina filmada en colores dirigida por Iair Said sobre su propio guion que se estrenó el 7 de febrero de 2019. Cuenta con la participación de Flora y Adriana Schvartzman.

## Sinopsis
A sus 90 años Flora Schvartzman es una mujer soltera que vive alejada de sus familiares en su propio departamento. Se pone nuevamente en comunicación con sus parientes para organizar su propia muerte. El director Iair, su sobrino nieto, se pone en contacto y filma esta película.

## Comentarios
El director declaró sobre el filme:

”Siempre tuve una atracción por relacionarme con personas de la tercera edad. Desde mi infancia, siempre sentí melancolía hacia sus vidas. Su pasado. Su presente monótono y  sobre todo sus aspiraciones futuras. ¿Qué puede esperar una persona mayor? ¿Al partir de qué edad se empieza a ser mayor? Y sobre todo si yo le tengo miedo a la muerte ¿qué puede sentir un anciano que está mucho más cerca que yo de morir? … Este documental intenta hablar sobre la muerte en vida, sobre corazones que se apagan cuando sus conciencias están aún despiertas, intenta hablar sobre la concreción de mis propios deseos, a costa de exponer mis miserias humanas, pero sobre todo intenta hablar sobre un vínculo de sangre. Sobre la familia.

Matías Orta en el sitio asalallena opinó:

”Como en sus cortos, Said le imprime humor y ternura a la película, y consigue que uno le tome cariño a Flora y, sobre todo, a la dupla que él y ella logran conformar....Iair es joven e inocente, mientras que Flora nunca teme exhibir el desencanto que le genera el mundo. La suerte de subtrama en la que Iair trata de que Flora no termine donando su departamento a una fundación israelí aporta momentos de comedia de enredos. … demuestra que se puede hacer un documental intimista sobre un familiar o ser querido, pero dándole una potencia y un desarrollo propio de una historia de ficción. Además, confirma el talento de Iair Said como cineasta.

## Premios y nominaciones
Academia de las Artes y Ciencias Cinematográficas de la Argentina Premios 2009
- Ganadora del Premio a la Mejor Película Documental.
- Nominada al Premio a la Mejor Opera Prima.